# Tsushima, Nagasaki
Tsushima (japanska: 対馬市 ?, Tsushima-shi) är en stad i Nagasaki prefektur i Japan. Staden bildades 2004 genom en sammanslagning av alla sex kommunerna på ögruppen Tsushima. 